# Saginafusus pricei
Saginafusus pricei is een slakkensoort uit de familie van de Melongenidae. De wetenschappelijke naam van de soort is voor het eerst geldig gepubliceerd in 1887 door E. A. Smith.